# Перріополіс (Пенсільванія)
Перріополіс (англ. Perryopolis) — місто (англ. borough) в США, в окрузі Файєтт штату Пенсільванія. Населення — 1705 осіб (2020).

## Географія
Перріополіс розташований за координатами 40°5′12″ пн. ш. 79°45′10″ зх. д. / 40.08667° пн. ш. 79.75278° зх. д. (40.086775, -79.752884).  За даними Бюро перепису населення США в 2010 році місто мало площу 3,97 км², уся площа — суходіл.

## Демографія
Згідно з переписом 2010 року, у селищі мешкали 1784 особи в 779 домогосподарствах у складі 515 родин. Густота населення становила 450 осіб/км².  Було 860 помешкань (217/км²).
Расовий склад населення:
| - 97,9 % — білих - 0,4 % — азіатів - 0,3 % — чорних або афроамериканців - 0,1 % — вихідців з тихоокеанських островів - 0,1 % — корінних американців |

До двох чи більше рас належало 1,1 %. Частка іспаномовних становила 0,2 % від усіх жителів.
За віковим діапазоном населення розподілялося таким чином: 19,7 % — особи молодші 18 років, 55,7 % — особи у віці 18—64 років, 24,6 % — особи у віці 65 років та старші. Медіана віку мешканця становила 46,9 року. На 100 осіб жіночої статі у селищі припадало 90,8 чоловіків;  на 100 жінок у віці від 18 років та старших — 86,5 чоловіків також старших 18 років.
Середній дохід на одне домашнє господарство  становив 57 965 доларів США (медіана — 47 125), а середній дохід на одну сім'ю — 68 980 доларів (медіана — 66 719). Медіана доходів становила 53 984 долари для чоловіків та 36 385 доларів для жінок. За межею бідності перебувало 7,7 % осіб, у тому числі 7,9 % дітей у віці до 18 років та 3,1 % осіб у віці 65 років та старших.
Цивільне працевлаштоване населення становило 773 особи. Основні галузі зайнятості: освіта, охорона здоров'я та соціальна допомога — 33,9 %, виробництво — 13,5 %, науковці, спеціалісти, менеджери — 11,0 %, роздрібна торгівля — 10,1 %.